# Rabka (gmina)
Rabka – dawna gmina wiejska istniejąca w latach 1934–1953 w województwie krakowskim (dzisiejsze woj. małopolskie). Siedzibą władz gminy była wieś Rabka.
Gmina zbiorowa (o charakterze jednostkowym) Rabka została utworzona 1 sierpnia 1934 roku w powiecie nowotarskim w woj. krakowskim z dotychczasowej jednostkowej gminy Rabka. Według stanu z dnia 1 lipca 1952 roku gmina Rabka składała się z samej siedziby, przez co nie była podzielona na gromady. 
Jako gmina wiejska jednostka przestała istnieć z dniem 21 września 1953 wraz z nadaniem Rabce praw miejskich i przekształceniem jednostki w gminę miejską. 
Nie należy gminy mylić ze współczesną miejsko-wiejską gminą Rabka-Zdrój (do 2001 jako gmina Rabka) utworzonej 1 stycznia 1973 roku w związku z reaktywowaniem gmin, która poza miastem Rabka obejmuje także części dawnej gminy Raba Wyżna (Ponice i Chabówkę).